# إدوين هنتر
إدوين هنتر (بالإنجليزية: Edwin Hunter)‏ هو لاعب غولف أمريكي، ولد في 25 مارس 1874 في فوند دو لاك في الولايات المتحدة، وتوفي في 30 مارس 1935 في سانت جوزيف في الولايات المتحدة.

## وصلات خارجية
- إدوين هنتر على موقع الاتحاد الدولي لكرة المضرب (الإنجليزية)
- إدوين هنتر على موقع أوليمبيديا (الإنجليزية)